# Lange Brücke (Danzig)

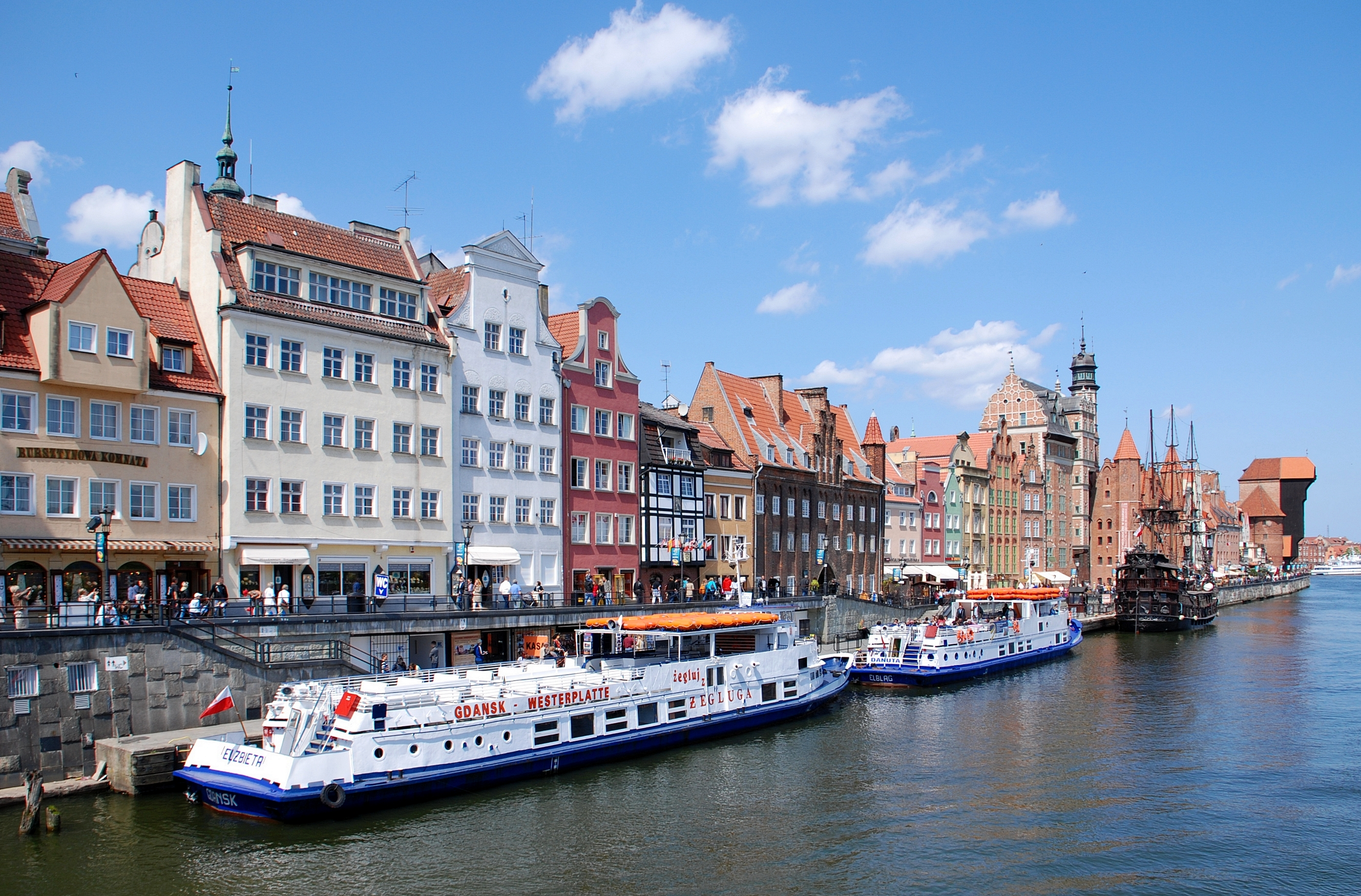
Ansicht vom Grünen bis zum Krantor (rechts)

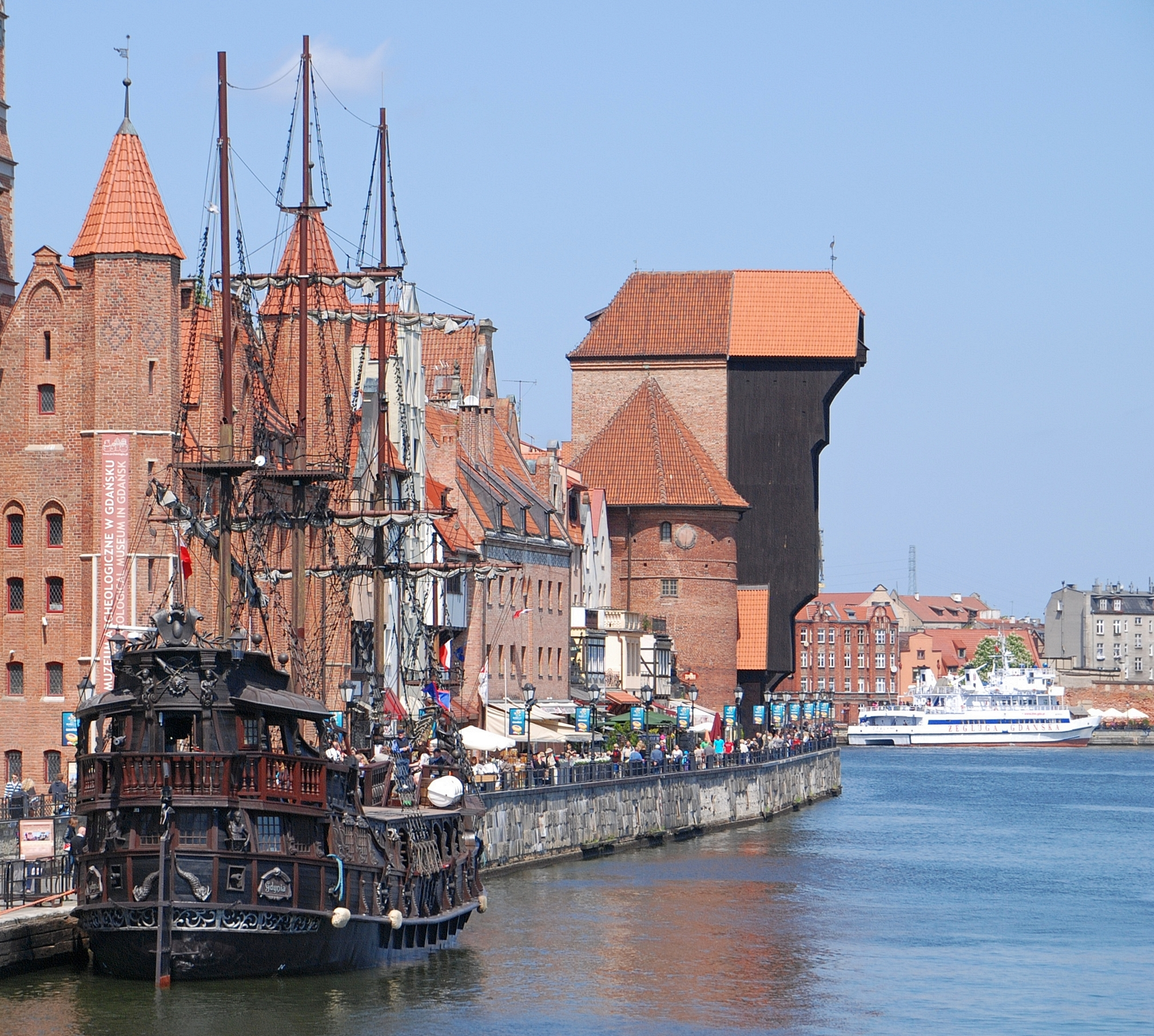
Mittlerer Bereich

Die Lange Brücke (polnisch ul. Długie Pobrzeże, kaschubisch Dłudżé Mòstë) ist eine etwa 480 Meter lange Straße entlang der Motława (Mottlau) in Danzig. Sie beginnt am Grünen Tor (Brama Zielona) in der Rechtstadt und endet am Häkertor (Brama Straganiarska). An sie schließt dort der Danziger Fischmarkt (Targ Rybny) an. Die Verlängerung trägt heute den Straßennamen ul. Rybackie Pobrzeże (übersetzt Fischbrücke).
Die Lange Brücke war die Kaianlage des alten Danziger Hafens. Sie dient seit dem 19. Jahrhundert als Uferpromenade und Schiffsanleger für den Ausflugsverkehr.

## Geschichte
Im Mittelalter befand sich vor jedem der Danziger Wassertore eine Brücke, das heißt ein Schiffsanleger auf Pfählen. Ihre Namen Brotbänkenbrücke, Frauenbrücke, Heiliggeistbrücke waren von den Namen der Tore abgeleitet. Je nach Art der Schiffe, die dort entladen wurden, hatten sie unterschiedliche Breiten und Höhen. Die 1385 als „pons longus“ (lateinisch) belegte Lange Brücke zog sich jedoch entlang der  Getreidespeicher am jenseitigen Ufer. Der Anleger vom Koggentor (später Grünes Tor) zum Brotbänkentor hieß um 1400 Kleine Brücke. Im Laufe der Jahre wurden die Anleger verlängert, miteinander verbunden und in den Höhen angeglichen. Seit 1592 wurde die Brücke entlang der wasserseitigen Stadtmauer der Rechtstadt als Lange Brücke bezeichnet. Um 1611 wurde diese bis zum Großen Kran (Krantor) verlängert und später zuerst bis zum Johannistor und dann zum Häkertor erweitert. Der Abschnitt zwischen Kran und Heilig-Geist-Tor hieß bis 1809 Weinbrücke.

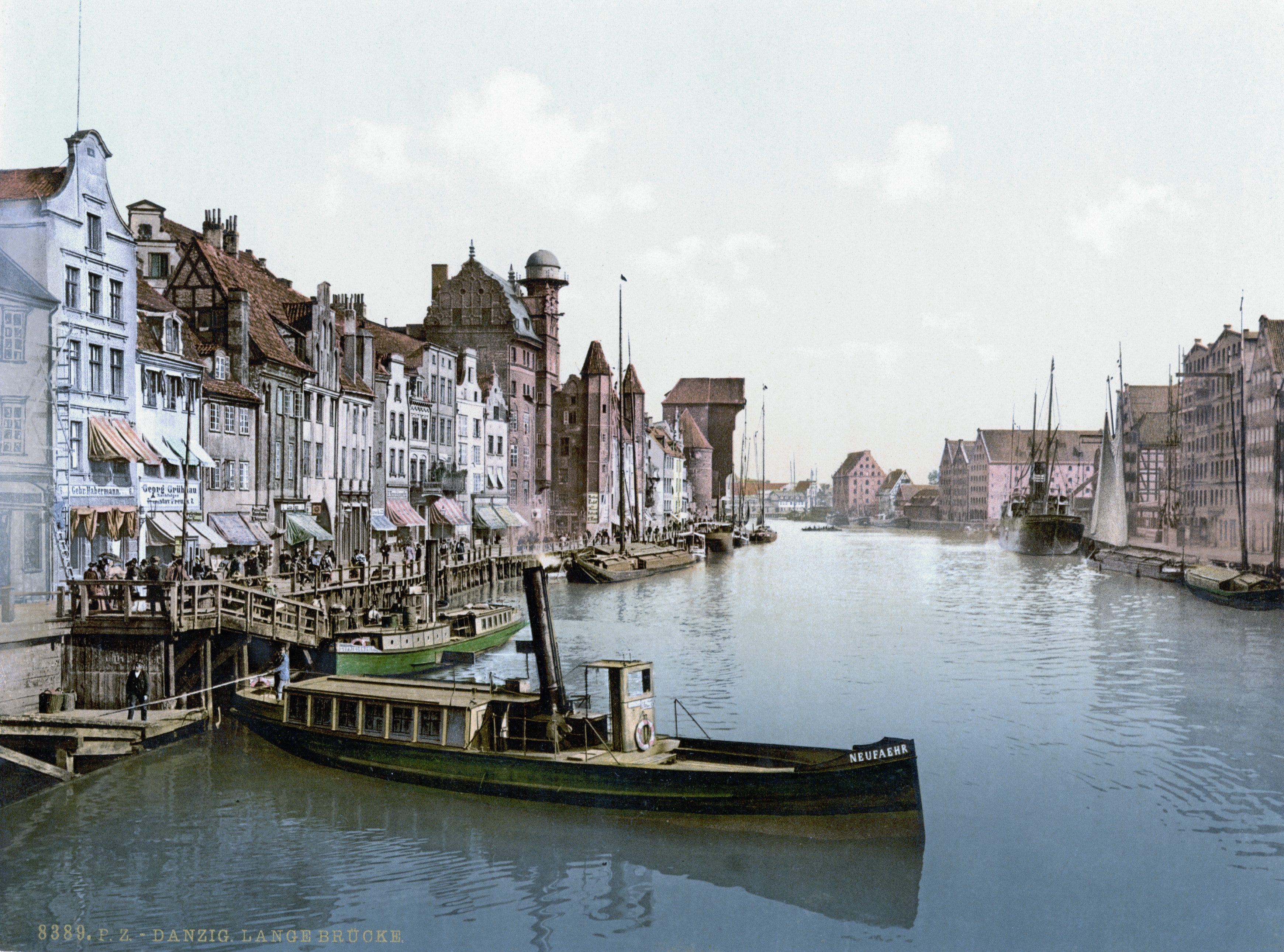
Bootsanleger (um 1900)

Bis 1861 wurde die Lange Brücke über den Bereich des Fischmarkts weitergeführt. Zu Beginn des 20. Jahrhunderts ersetzte Stahlbeton die Holzkonstruktion. Der erste Anleger für die Passagierschifffahrt entstand 1840 am Johannistor. Die Dampfschiffe fuhren zum Neuen Hafen, zur Kurinsel Westerplatte, an die Häfen entlang der Danziger Bucht: Zoppot, Hela, Heisternest und Kahlberg sowie nach Heubude und Bohnsack an der Weichsel.
Im März 1945 wurden die Gebäude entlang der Langen Brücke fast vollständig zerstört. Beim Wiederaufbau wurde seit 1958 nördlich des Krantors im modernen Stil wieder aufgebaut. Die Rekonstruktion der Wassertore  erfolgte nach den mittelalterlichen Vorbildern. In den Jahren 1965–1967 erhielt die Anlage unter der Wasserlinie neue Mauern, bis 1973 wurde ein neuer, abgesenkter Kai vom Grünen Tor bis zum Krantor als Liegeplatz der Passagierschiffe errichtet. Die Fußgängerzone wurde bis 1979 mit Granitplatten ausgelegt und als Promenade gestaltet.
In den Jahren 1983 bis 1988 wurden die Gebäude der Uferfront zwischen nach Frauen- und Krantor fertiggestellt. Vorbild war die Ansicht der Jahre um 1900. Sie beherbergen Cafés, Restaurants und Geschäfte. Der Bau des Hanza Hotel entstand 1999 nördlich des Krantors. Die das Gesamtbild störenden modernen Bauten des „Skład Kolonialny“ wurden wieder abgerissen. An ihrer Stelle schließt seit 2012 der Neubau des Maritimen Kulturzentrums (Ośrodek Kultury Morskiej) an das Krantor an.

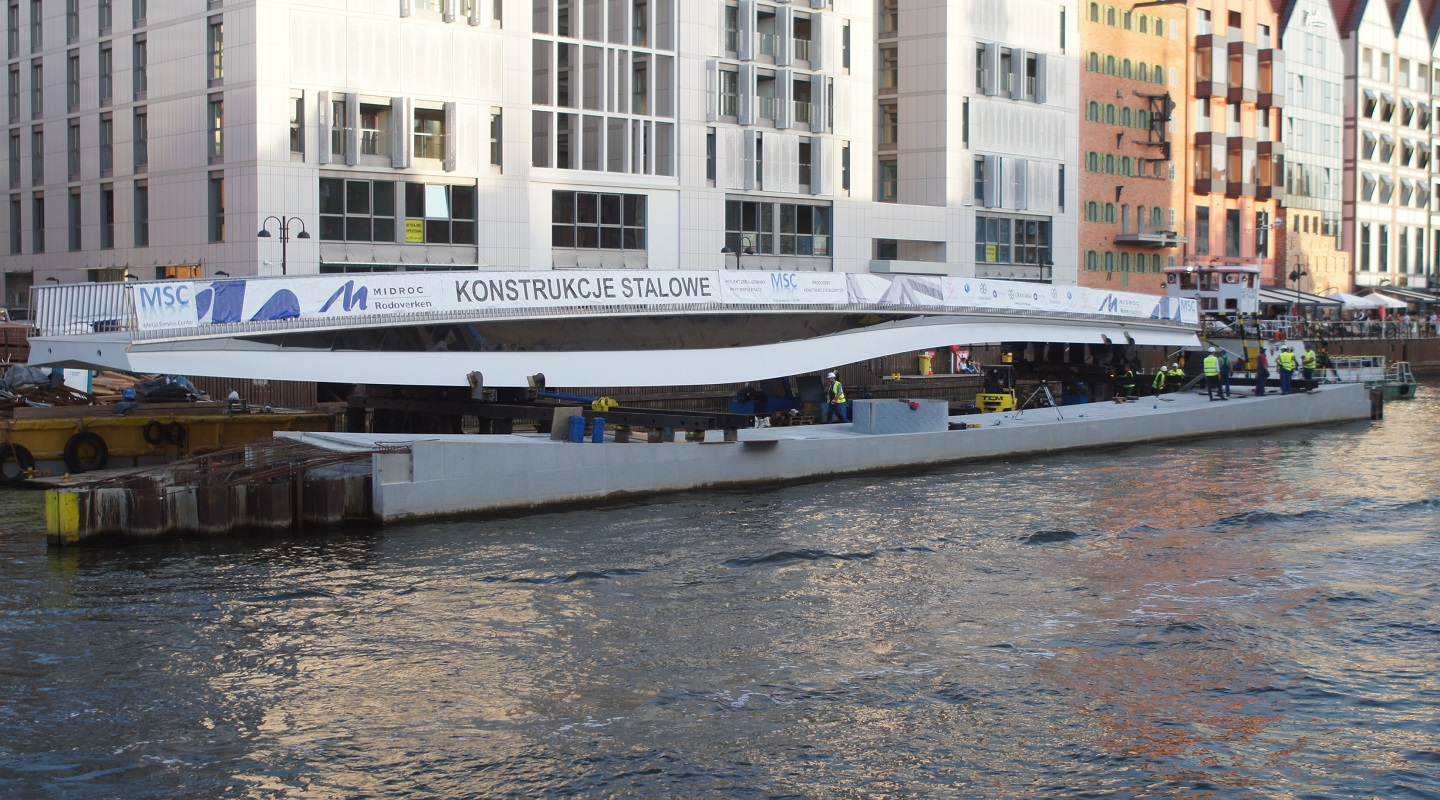
Montage der Drehbrücke (August 2019)

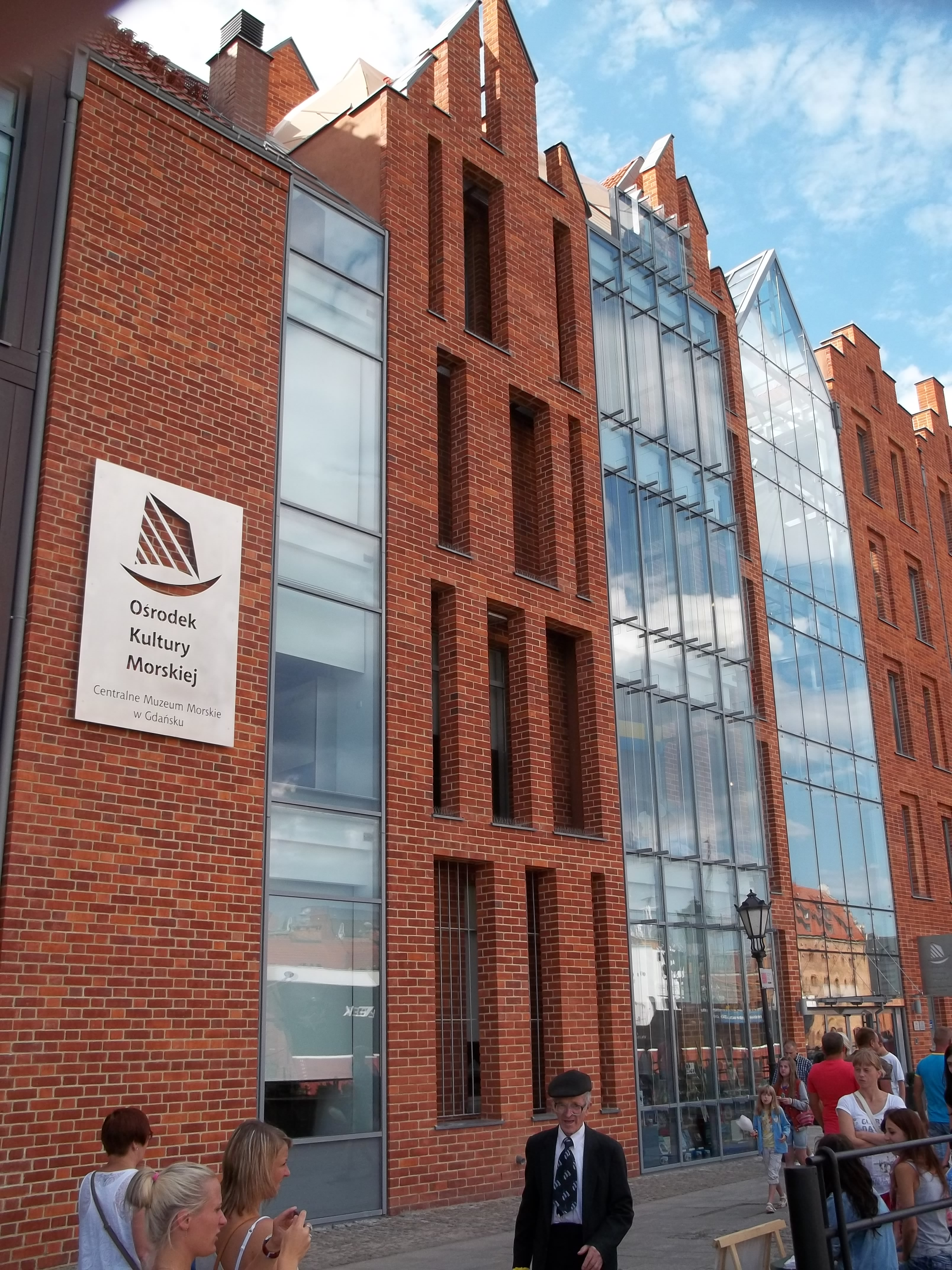
Maritimes Kulturzentrum (NMM)

Bei Bauarbeiten stürzte am 6. Mai 2019 ein Teil der Langen Brücke im Bereich des Heiliggeisttors ein. Ursache waren Bauarbeiten zur Errichtung einer Fußgängerbrücke zum Nordteil der Speicherinsel. Die Reparaturen verzögerten die Fertigstellung der Drehbrücke. Diese wurde im August 2019 auf ihr Lager geschoben und an zwei Weihnachtstagen probeweise für das Publikum geöffnet. Das Bauwerk soll im April 2020 geöffnet werden. Im weiteren Verlauf soll dieser Bereich bis 2023 neu gestaltet werden.

## Bekannte Bauwerke an der Langen Brücke
Von Süd nach Nord:
- Grünes Tor (Brama Zielona)
- Brotbänkentor (Brama Chlebnicka)
- Haus der Naturforschenden Gesellschaft – Archäologisches Museum (Muzeum Archeologiczne)
- Frauentor (Brama Mariacka)
- Heilig-Geist-Tor (Brama św. Ducha)
- Drehbrücke zur Speicherinsel
- Krantor (Żuraw)
- Fähre Motława zum Bleihof (Ołowianka)
- Maritimes Kulturzentrum (Ośrodek Kultury Morskiej), eine Filiale des Nationalen Maritimen Museums (Narodowe Muzeum Morskie, NMM)
- Johannistor (Bramą Świętojańską)
- Häkertor (Brama Straganiarska)